# Distretto di Shahid Bhagat Singh Nagar
Il distretto di Shahid Bhagat Singh Nagar, precedentemente chiamato Nawanshahr, è un distretto del Punjab, in India, di 586 637 abitanti. È situato nella divisione di Jalandhar e il suo capoluogo è Nawanshahr.